# Всемирный день пчёл

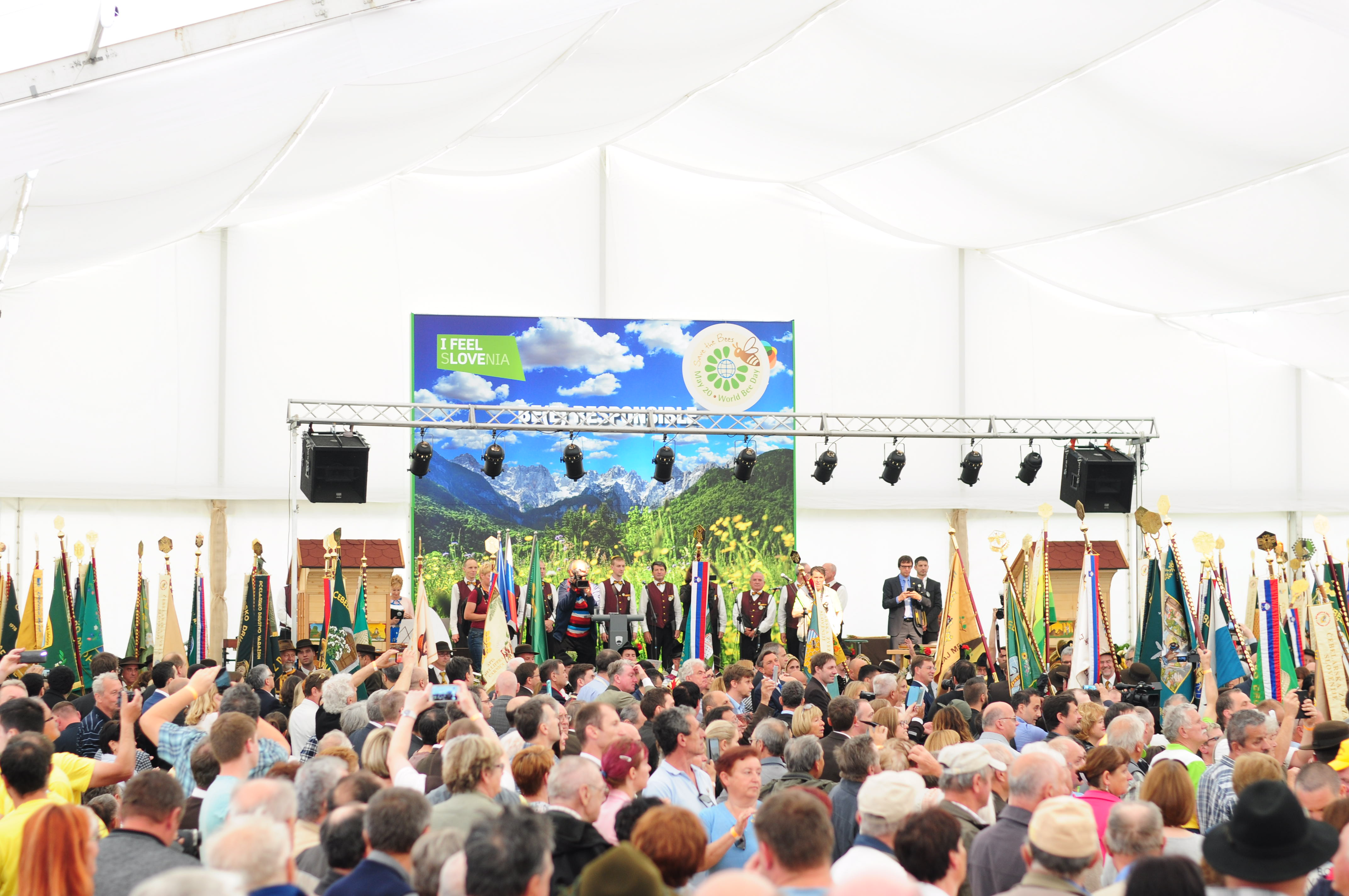
Празднование Всемирного дня пчёл в Словении в 2018 году

Всемирный день пчёл — международный праздник, отмечаемый 20 мая — в день рождения основоположника современного пчеловодства Антона Янши (1734—1773).
Проведение Всемирного дня пчёл служит привлечению внимания к огромной роли, которую играют медоносные пчёлы при опылении растений и получении мёда и других продуктов пчеловодства (маточное молочко, пчелиный воск, прополис и т. д.).
Предложение отмечать День пчёл, выдвинутое Словенией, было единогласно одобрено Генеральной Ассамблеей ООН 20 декабря 2017 года «в целях напоминания о важности опылителей, угрозах их существованию и их вкладе в стабильное развитие».
Всемирному дню пчёл посвящена выпущенная в Словении к его первому празднованию в 2018 году памятная монета номиналом 2 евро.